# Celastrina paracatius
Celastrina paracatius är en fjärilsart som beskrevs av Hans Fruhstorfer 1917. Celastrina paracatius ingår i släktet Celastrina och familjen juvelvingar. Inga underarter finns listade i Catalogue of Life.